# マヌエル・アルバレス・ブラボ

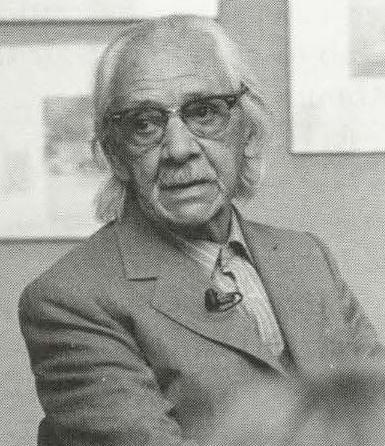
1986

マヌエル・アルバレス・ブラボ（Manuel Álvarez Bravo, 1902年2月4日 - 2002年10月19日）は、戦間期から第二次世界大戦後にかけて活躍した、メキシコの最も優れた写真家の1人。マヌエルが名でアルバレス・ブラボが姓である。
メキシコシティに生まれ、メキシコ革命（1910年から1920年）の激動の中で少年時代をすごす。1920年代には、来墨したエドワード・ウェストンやティナ・モドッティとも接点があり、彼らの影響も受けて、写真を始めた。
彼の作品は、メキシコをまたはメキシコで撮影した作品であり、ドキュメンタリー写真、人物写真および風景写真が中心である。

## 代表作
- Optical Parable (Parábola óptica), 1931年（）
- The Daughter of the Dancers (La hija de los danzantes), 1933年（）
- The Good Reputation Sleeping (La buena fama durmiendo), 1939年（）